# 洋坪镇
洋坪镇，是中华人民共和国湖北省宜昌市远安县下辖的一个乡镇级行政单位。

## 行政区划
洋坪镇下辖以下地区：
洋坪社区、万家咀村、凤凰村、左家坪村、郑家冲村、老君村、马渡河村、南襄城村、百井村、彭家沟村、金竹园村、余家畈村、蔡家沟村、徐家棚村、双路村、芦溪湾村、三板桥村、九里岗村、芭芒店村、蔡家湾村、陈家湾村、任家岗村和洋坪村。